# 주니히토에

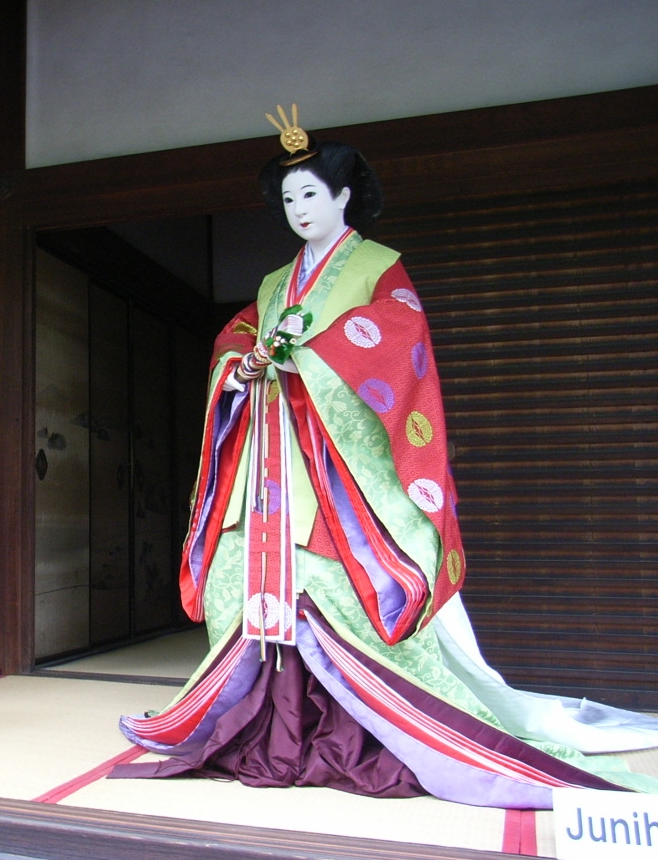
주니히토에

주니히토에(十二単)는 일본의 전통 의상이며 헤이안 시대의 여관(女官)들의 정복이었다. 이름의 뜻은 '열두 겹의 옷'이지만 실제로는 열두 겹이 아니라 단순히 많이 껴입는 것을 의미한다. 무게는 열 겹을 껴입으면 대개 20kg 정도로 무거웠다.